# Palicus caronii
Palicus caronii is een krabbensoort uit de familie van de Palicidae. De wetenschappelijke naam van de soort is voor het eerst geldig gepubliceerd in 1828 door Roux.